# Campagne-lès-Wardrecques
Pour les articles homonymes, voir Campagne (homonymie).
Campagne-lès-Wardrecques (ou Campagne lez Wardrecques) est une commune française située dans le département du Pas-de-Calais en région Hauts-de-France. Ses habitants de la commune sont appelés les Campagnards. La commune est membre de la communauté d'agglomération du Pays de Saint-Omer qui regroupe 53 communes et totalise 104 937 habitants en 2021.
La commune de Campagne-lès-Wardrecques est située dans le nord-est  du département du Pas-de-Calais à 6 km au sud-est de la commune de Saint-Omer (chef-lieu d'arrondissement). C’est un bourg rural, appartenant à l’unité urbaine de Saint-Omer, avec une population de 1 300 habitants au dernier recensement de 2022.
La commune, longtemps rurale, a vu le triplement de sa population en passant de 409 habitants en 1968 à 1288 habitants en 2020, à la suite de l'installation de la cristallerie d'Arc.

## Géographie

### Localisation
Localisée dans le nord-est du département du Pas-de-Calais et limitrophe du département du Nord, Campagne-lès-Wardrecques est une commune située, à vol d'oiseau, à 6 km au sud-est de la commune de Saint-Omer (chef-lieu d'arrondissement).
Le territoire de la commune est limitrophe de ceux de cinq communes dont une, Renescure, dans le département du Nord.
Les communes limitrophes sont Renescure, Wardrecques, Arques, Blendecques et Heuringhem.

### Géologie et relief
La superficie de la commune est de 4,69 km2 ; son altitude varie entre 22  à   71 m.

### Hydrographie
Le territoire de la commune est situé dans le bassin Artois-Picardie.
Le canal de Neufossé traverse, du sud-est vers le nord-ouest, le nord la commune. C'est un canal navigable de 19,63 km, qui prend sa source dans la commune d'Aire-sur-la-Lys et se jette dans Aa canalisée au niveau de la commune de Saint-Omer.
La commune est également traversée par quatre petits ruisseaux :
- l'Amont de la Nouvelle Melde, d'une longueur de 2,49 km[5] ;
- le Pont d'une longueur de 2,14 km, qui prend sa source dans la commune et se jette dans le contre-fossé rive gauche du canal de Neuffossé au niveau de la commune de Wardrecques[6].
- le Campagne-lès-Wardrecques d'une longueur de 1,67 km, qui prend sa source dans la commune et se termine sa course au niveau de la commune d'Arques[7] ;
- un cours d'eau au toponyme hydrographique inconnu[8].

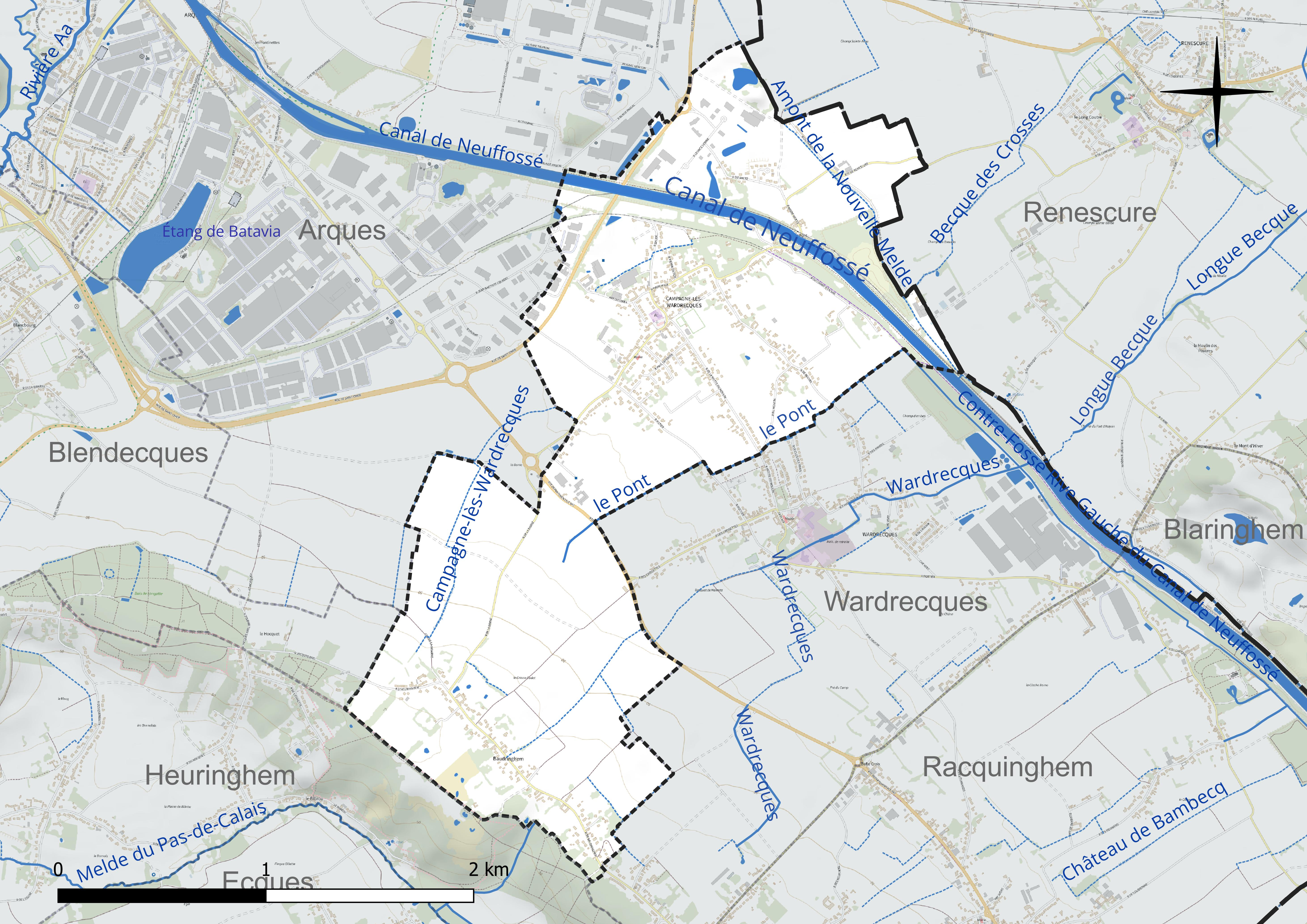
Réseau hydrographique de Campagne-lès-Wardrecques.

### Climat
Pour des articles plus généraux, voir Climat des Hauts-de-France et Climat du Pas-de-Calais.
En 2010, le climat de la commune est de type climat océanique altéré, selon une étude du CNRS s'appuyant sur une série de données couvrant la période 1971-2000. En 2020, Météo-France publie une typologie des climats de la France métropolitaine dans laquelle la commune est exposée à un climat océanique et est dans la région climatique Côtes de la Manche orientale, caractérisée par un faible ensoleillement (1 550 h/an) ; forte humidité de l’air (plus de 20 h/jour avec humidité relative > 80 % en hiver), vents forts fréquents.
Pour la période 1971-2000, la température annuelle moyenne est de 10,5 °C, avec une amplitude thermique annuelle de 13,6 °C. Le cumul annuel moyen de précipitations est de 793 mm, avec 12,5 jours de précipitations en janvier et 8,4 jours en juillet. Pour la période 1991-2020, la température moyenne annuelle observée sur la station météorologique la plus proche, située sur la commune de Watten à 15 km à vol d'oiseau, est de 11,3 °C et le cumul annuel moyen de précipitations est de 822,8 mm,. Pour l'avenir, les paramètres climatiques de la commune estimés pour 2050 selon différents scénarios d'émission de gaz à effet de serre sont consultables sur un site dédié publié par Météo-France en novembre 2022.

### Milieux naturels et biodiversité

#### Espaces protégés
La protection réglementaire est le mode d’intervention le plus fort pour préserver des espaces naturels remarquables et leur biodiversité associée.
Dans ce cadre, la commune fait partie de deux espaces protégés : 
- les landes du plateau d'Helfaut, arrêté préfectoral de protection de biotope, d'une superficie de 404,509 ha[16] ;
- le marais audomarois, réserve mondiale de biosphère, zone de transition, d'une superficie de 18 303 ha, géré par le syndicat mixte du parc naturel régional des Caps et marais d'Opale et la communauté d'agglomération du Pays de Saint-Omer[17].

#### Zones naturelles d'intérêt écologique, faunistique et floristique
L’inventaire des zones naturelles d'intérêt écologique, faunistique et floristique (ZNIEFF) a pour objectif de réaliser une couverture des zones les plus intéressantes sur le plan écologique, essentiellement dans la perspective d’améliorer la connaissance du patrimoine naturel national et de fournir aux différents décideurs un outil d’aide à la prise en compte de l’environnement dans l’aménagement du territoire.
Le territoire communal comprend une ZNIEFF de type 1 : le plateau siliceux d'Helfaut à Racquinghem. Cette ZNIEFF correspond à un vaste plateau détritique de moins d’un kilomètre de large et de près de 10 km de long qui surplombe de plus de 90 m la vallée de l’Aa dont les versants abrupts taillés dans la craie sont en partie occupés par les pelouses de Wizernes.
et une ZNIEFF de type 2 : la moyenne vallée de l’Aa et ses versants entre Remilly-Wirquin et Wizernes. La moyenne vallée de l’Aa et ses versants représentent un remarquable ensemble écologique associant des habitats très différents constituant des complexes de végétations souvent complémentaires.

Carte des ZNIEFF de type 1 et 2 sur la commune
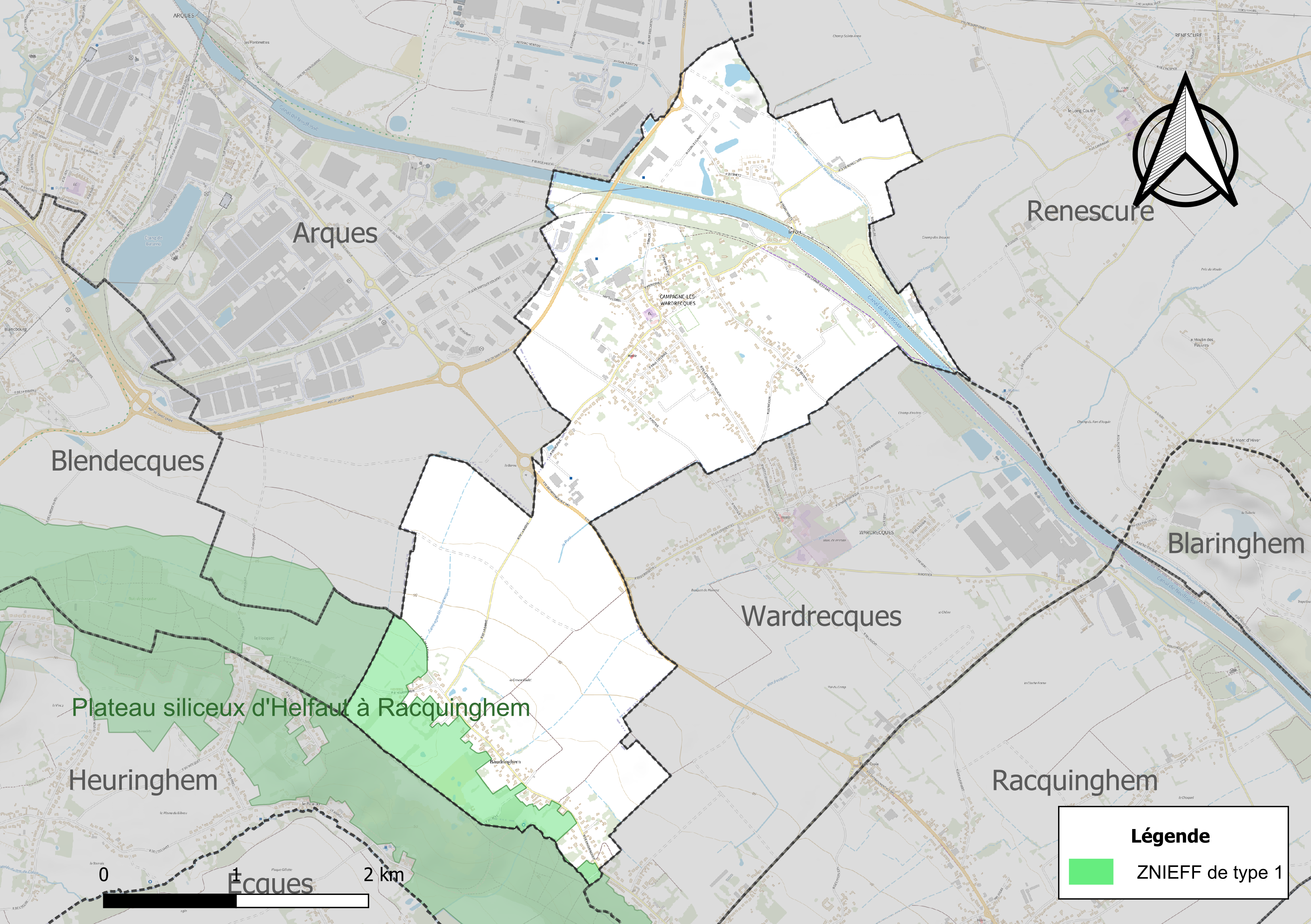
Carte de la ZNIEFF de type 1 sur la commune.
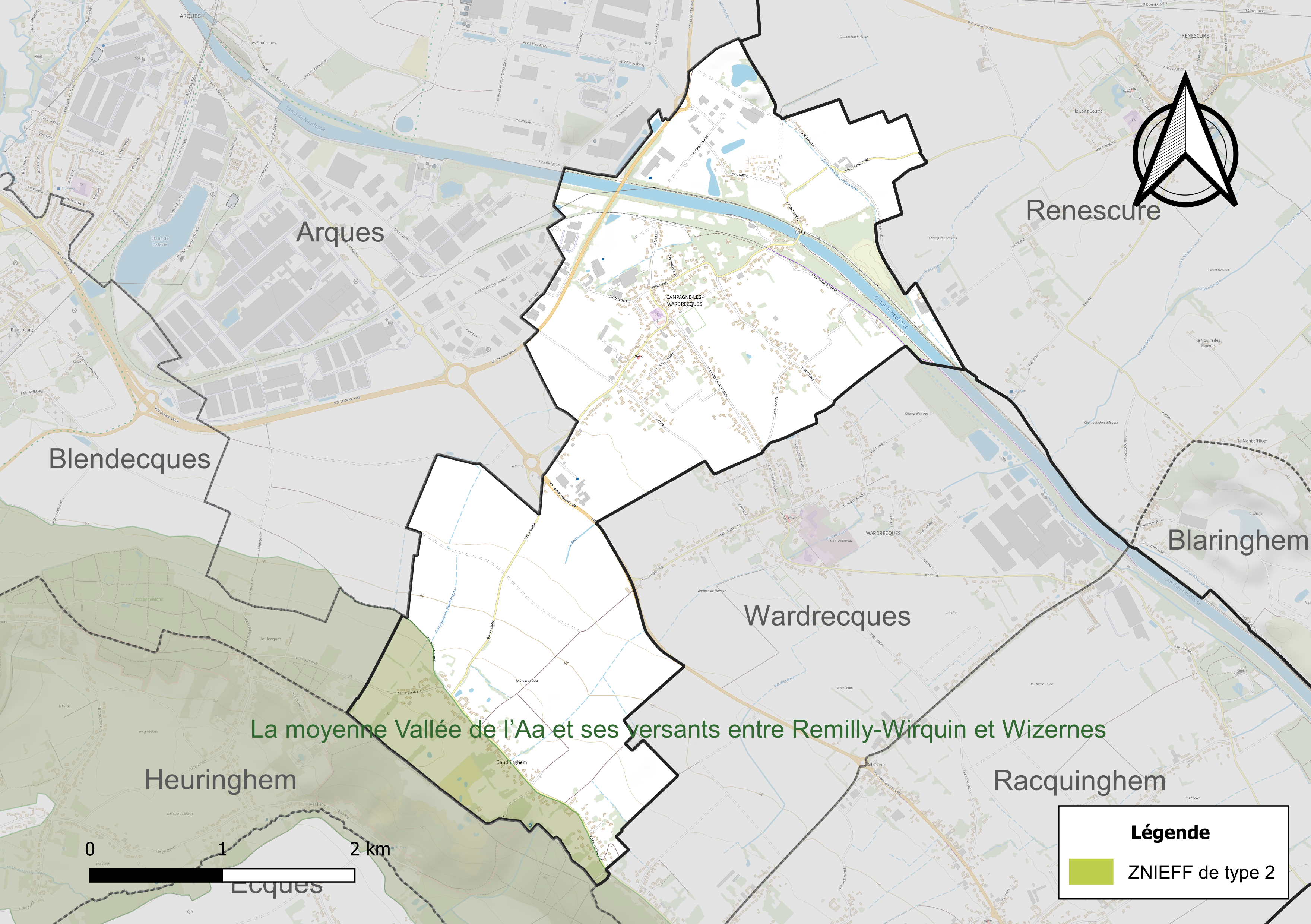
Carte de la ZNIEFF de type 2 sur la commune.

#### Site Natura 2000
Le réseau Natura 2000 est un réseau écologique européen de sites naturels d’intérêt écologique élaboré à partir des directives « habitats » et « oiseaux ». Ce réseau est constitué de zones spéciales de conservation (ZSC) et de zones de protection spéciale (ZPS). Dans les zones de ce réseau, les États Membres s'engagent à maintenir dans un état de conservation favorable les types d'habitats et d'espèces concernés, par le biais de mesures réglementaires, administratives ou contractuelles.
Sur la commune, un site Natura 2000 de type B est défini en site d'importance communautaire : les pelouses, bois acides à neutrocalcicoles, landes nord-atlantiques du plateau d'Helfaut et le système alluvial de la moyenne vallée de l'Aa d'une superficie de 389 ha et répartis sur 14 communes.

#### Flore
L'Inventaire national du patrimoine naturel (INPN) a recensé à Campagne-lès-Wardrecques, trois espèces d'intérêt écologique, l’avoine folle ou Havenon (Avena fatua), le tabouret des champs ou Monnoyère (Thlaspi arvense) ainsi que le coquelicot (Papaver rhoeas), ce dernier étant sur la liste rouge Europe de l’INPN comme espèce à préoccupation mineure (espèce pour laquelle le risque de disparition de métropole est faible).

## Urbanisme

### Typologie
Au 1er janvier 2024, Campagne-lès-Wardrecques est catégorisée bourg rural, selon la nouvelle grille communale de densité à sept niveaux définie par l'Insee en 2022.
Elle appartient à l'unité urbaine de Saint-Omer, une agglomération inter-départementale regroupant 23  communes, dont elle est une commune de la banlieue,,. Par ailleurs la commune fait partie de l'aire d'attraction de Saint-Omer, dont elle est une commune de la couronne,. Cette aire, qui regroupe 79 communes, est catégorisée dans les aires de 50 000 à moins de 200 000 habitants,.

### Occupation des sols
L'occupation des sols de la commune, telle qu'elle ressort de la base de données européenne d’occupation biophysique des sols Corine Land Cover (CLC), est marquée par l'importance des territoires agricoles (70,8 % en 2018), en diminution par rapport à 1990 (96,3 %). La répartition détaillée en 2018 est la suivante : 
terres arables (64,7 %), zones urbanisées (13 %), zones industrielles ou commerciales et réseaux de communication (12,6 %), zones agricoles hétérogènes (6,1 %), milieux à végétation arbustive et/ou herbacée (3,4 %), forêts (0,3 %). L'évolution de l’occupation des sols de la commune et de ses infrastructures peut être observée sur les différentes représentations cartographiques du territoire : la carte de Cassini (XVIIIe siècle), la carte d'état-major (1820-1866) et les cartes ou photos aériennes de l'IGN pour la période actuelle (1950 à aujourd'hui).

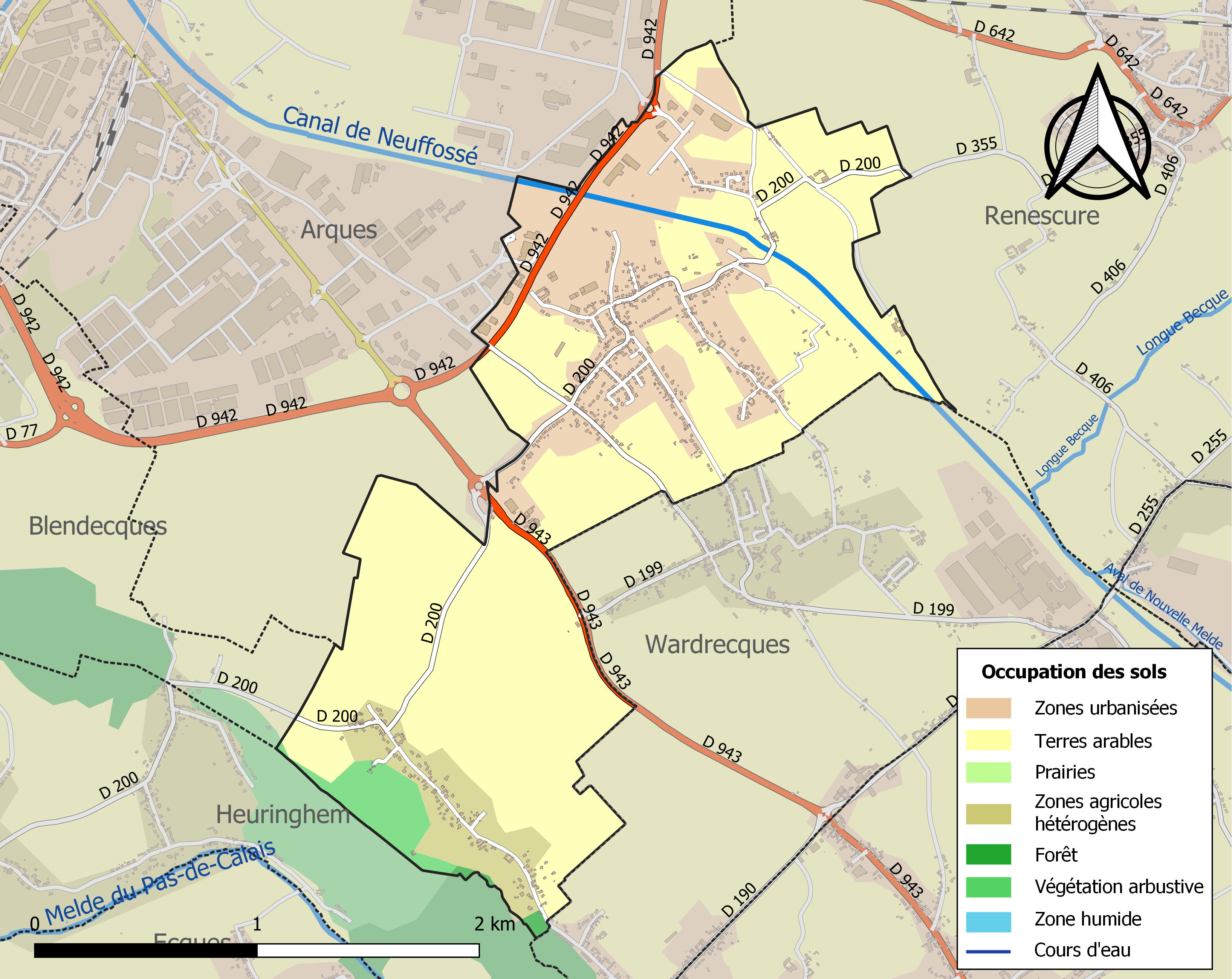
Carte des infrastructures et de l'occupation des sols de la commune en 2018 (CLC).

### Morphologie urbaine
Campagne-lès-Wardrecques se trouve entre deux régions naturelles, la D 943 sert de frontière entre d’un côté le village de Campagne qui fait partie de la région naturelle de l’Audomarois, et de l’autre son hameau Baudringhem qui fait partie du pays d'Aire.
L’Audomarois a comme cœur identitaire et symbolique le marais audomarois dont l'eau est le point de mire. Campagne-lès-Wardrecques se situe davantage dans, ce qui a été qualifié dans le rapport de la direction régionale de l’environnement, les franges Est de l'Audomarois. Les franges Est ont un paysage plus proche de la Flandre intérieure. Ces franges Est sont des terres qui servent à contourner le marais et sont donc des zones de passage davantage propices aux infrastructures de communication.
Pour le hameau de Baudringhem on entre dans le paysage du pays d'Aire, le hameau se situant à la limite Nord du pays d'Aire, il marque le début du passage à une autre région naturelle.

### Lieux-dits, hameaux et écarts
Sur le territoire communal, se trouvent : 
- les hameaux : la Barne, le Pont et Baudringhem.
- le lieu-dit les Metz[32].

### Logement
En 2009, le nombre total de logements dans la commune était de 418, alors qu'il était de 326 en 1999.
Parmi ces logements, 96,9 % étaient des résidences principales, 0,7 % des résidences secondaires et 2,4 % des logements vacants. Ces logements étaient pour 99,3 % d'entre eux des maisons individuelles et pour 0,5 % des appartements.
La proportion des résidences principales, propriétés de leurs occupants était de 86,8 %. La part de logements HLM loués vides était de 1,9 %.

### Voies de communication et transports

#### Voies de communication
Campagne-lès-Wardrecques est desservie par les routes départementales D 942 (ex-RN 42) et D 943 (ex-RN 43).

#### Transports
Campagne-lès-Wardrecques est desservie par la ligne 6 du réseau CASOBUS mis en place par la communauté d'agglomération de Saint-Omer (СASO).
La commune se trouve à 9 km de la gare de Saint-Omer, située sur les lignes de Lille aux Fontinettes et de Saint-Omer à Hesdigneul, desservie par des trains TER Hauts-de-France.

### Énergie
La commune de Campagne-lès-Wardrecques est rattachée au réseau public de distribution de gaz naturel.

## Toponymie
Le nom de la localité est attesté sous les formes : Campaniae (811), Campanias, Campaniam (961), Campania (1139), Campines (1269), Campaingnes (1331), Campaigne-Oest-de-Runescuere (1354), Campaygnes (1358), Campine (vers 1500), Campaignes-es-Werdrecques (1560-1561), Campaigne-lez-Arcques (1623-1632), Campagne-lez-le Noeuf-Fosseu (1679), Campagne-Vandreque (1720), Campagne-lez-Verdrek (1739), Campagne (1793), Campagne-lès-Wardrecques depuis 1801.
Campagne vient du mot latin campus, « plaine, plaine cultivée, champs » ; lès-Wardrecques, car ces plaines sont situées près de Wardrecques (lès signifiant « près de »).
En picard, la commune porte le nom de Campagne-lès-Wérdrecque.

## Histoire

### Moyen Âge
Les traces écrites sur le village remontent à l'an 811 où il est cité dans le grand cartulaire de Saint-Bertin sous le nom de Campaniae. Un dénommé Nothaire reçoit de Folbert, évêque de Cambrai, une partie de son héritage de Campaniae à savoir cinq bonniers et un pré appelé Brattingadala ainsi que ses dépendances. Ce don doit servir au repos d'Ebertanae, la mère de Nothaire.
Le domaine sera agrandi en 866, ou l'abbé Hilduin fait des donations pour les besoins du monastère, donations dont nous ignorons l'importance. Mais en 877 un relevé indique que les propriétés de l'abbaye de Saint-Bertin n'y sont pas très importantes et l’église n’y est même pas comprise. En effet une bulle d'Alexandre III de 1179, traitant des revenus des chanoines de Thérouanne, nous fait connaître que l'église de Campagne faisait partie de la dotation desdits chanoines.
En 1054, Baudouin V, comte de Flandre, fait construire un fossé entre la forêt de Clairmarais et Aire en passant par le village de Campagne. Le but étant pour Baudouin de se protéger d'une invasion venant de l'Artois, notamment de l'empereur du Saint-Empire romain germanique qui vient de s'emparer de Lille. En effet en 1054, Baudouin a pris Liège, détruit Thuin et a même poussé jusqu'à Huy et Henri III riposte en entrant en Flandre. Baudouin ordonne alors la construction du fossé qui viendra couper le Nord de la France en deux parties de Dunkerque à La Bassée. Ce fossé neuf, aujourd'hui appelé canal de Neufossé, n'arrêtera pas Henri III le franchit et prend Tournai (juin 1054) alors que Baudouin échoue à la prise d'Anvers défendue par Frédéric de Luxembourg.
Au cours du siècle le canal est fortifié par des redoutes, boulevers ou blocus. Ces fortifications serviront dans les différentes batailles qui suivront.

### Époque moderne
Lors de la confection des rôles de centièmes de 1569 (impôt voté par l'assemblée des États d’Artois, qui réunissait les représentants des trois ordres de la province, institué par Philippe II, roi d'Espagne, sur ses sujets des Pays-Bas, le centième porte sur les biens fonciers, amassés (bâtis) ou non. Son montant est égal à un centième de la valeur du bien, la seigneurie) Campagne appartenait à Philippe de Witz. Il y avait de plus sur le territoire de la paroisse une maison de plaisance.
En 1611, cette seigneurie était dévolue à Philippe de Vignacourt par suite de son mariage avec demoiselle Anne de Witz fille de Jérôme de Witz, alors religieux à Gosnay. En 1739, au moment de la rédaction de la coutume de Saint-Omer, Florent Joseph de Hoston y figure comme seigneur de Campagne-lez-Wardrecques.
Au cours du XVIIe siècle l'intendant de la province d'Artois, désormais rattachée à la France, va proposer à Louvois, ministre de la guerre de Louis XIV, la création d'une voie navigable pour en faire un canal, aux vertus à la fois commerciales et militaires, entre les communes d'Aire-sur-la-Lys, d'Arques et de Saint-Omer. Le projet est accepté en 1686, mais les différentes guerres, les questions de financement et les discussions à propos du tracé vont retarder les travaux. Ce n'est qu'en 1753 avec la signature de la construction par Louis XV que les travaux commencent. Le chantier démarre en 1758, ce sont les troupes des garnisons de Saint-Omer qui exécutent les travaux de terrassement.
Un camp de baraques est monté entre les Fontinettes et Campagne, chaque ouvrier participant aux travaux recevait un salaire de 15 sols par jour. Le chantier sera terminé le 25 novembre 1771 date de la mise en circulation.
Mais au cours des siècles, Campagne-lès-Wardrecques, subit avant tout les contrecoups des hostilités des villes qui l'entourent dont Saint-Omer, Aire-sur-la-Lys et Thérouanne. Dans son livre Chroniques de Flandre et d'Artois, Louis Brésin, note que le village a été mis à sac en juillet 1543 par le prince d'Yvetot et le sieur de Villebon (gouverneur de Thérouanne). Le 3 septembre 1597 les soldats français pillent l'église et à la fin de mai de l'année suivante ce sont les maraudeurs allemands de la garnison de Saint-Omer qui la pillent.

### Révolution française et Empire
À la fin du XVIIIe siècle, la seigneurie de Campagne entre dans les mains de la famille de Noeuvéglise et en 1791, à la suite de la Révolution et à l'abolition du régime féodal, Antoine Noeuvéglise renonce au profit de la nation à l'indemnité que la loi lui accordait pourtant pour l'abolition d'une dîme inféodée d'un revenu de 1 200 livres à Campagne-lez-Wardrecques.
En septembre 1827, Charles X, après avoir visité ses troupes à Saint-Omer, passe par Campagne et Wardrecques où il est accueilli par les habitants des deux communes qui lui élèvent un arc de verdure. Le maire de Campagne remet un recours de grâce concernant un habitant de la commune.

### XXesiècleetXXIesiècle
Avec la révolution industrielle et le trafic fluvial, des entreprises vont s'installer le long du canal de Neufossé à Campagne-lès-Wardrecques, pour profiter du transport économique que permet le canal. Campagne comprend alors une carrière de cailloux qui doit cesser son activité dès 1905 pour remettre le terrain dans l'état d'origine.
En 1903, Pierre Gilson va construire une usine d'abord spécialisée dans la céramique mais qui va ensuite être à la pointe dans la fabrication d'émeraude de synthèse (cf : Usine de Céramique dite Gilson).
En 2015, un projet de fusion des communes de Wardrecques, Campagne-lès-Wardrecques et Racquinghem est élaboré. Pour être validé, les conseils municipaux des trois communes doivent le voter. Ces votes ont lieu le même jour, le conseil de Racquinghem vote en sa faveur, ceux de Wardrecques et Campagne-lès-Wardrecques votent contre, ce qui met un terme à ce projet.

## Politique et administration

### Rattachements administratifs et électoraux
À la suite du redécoupage cantonal de 2014, Campagne-lès-Wardrecques est détachée du canton d’Arques et rattachée au canton de Longuenesse qui compte désormais 7 communes.
La commune se trouve au sein de la huitième circonscription du Pas de Calais.

### Intercommunalité
La commune fait partie de la communauté d'agglomération de Saint-Omer (СASO) qui regroupe 53 communes et compte 104 937 habitants en 2021.

### Tendances politiques et résultats
Il est difficile de dégager une tendance politique claire dans l'électorat de Campagne-lès-Wardrecques. Les électeurs de la commune semblent suivre les tendances nationales pour les élections présidentielles. Mais dans une région où la gauche est bien implantée les élections régionales et cantonales voient souvent l’emporter des candidats de gauche même si le Front national semble s’installer comme seconde force dans le paysage politique communal notamment lors des dernières élections européennes (2014) et des départementales (2015) où le FN arrive même en tête, et aux cantonales (2011) et régionales (2010) où il arrive en deuxième position devançant la droite traditionnelle.

#### Élections municipales et communautaires 2014
| Tête de liste  | Tête de liste   | Liste          | Premier tour | Premier tour | Second tour | Second tour | Sièges | Sièges |
| Tête de liste  | Tête de liste   | Liste          | Voix         | %            | Voix        | %           | CM     | CC     |
| -------------- | --------------- | -------------- | ------------ | ------------ | ----------- | ----------- | ------ | ------ |
|                | Gilles Thorel   | LDVD           | 313          | 41,90        | 421         | 57,82       | 12     | 1      |
|                | Francis Pruvost | LDVG           | 219          | 29,31        | 307         | 42,17       | 3      | 0      |
|                | Gérard Flament  | LDVD           | 215          | 28,78        |             |             |        |        |
|                |                 |                |              |              |             |             |        |        |
| Inscrits       | Inscrits        | Inscrits       | 980          | 100,00       | 980         | 100,00      |        |        |
| Abstentions    | Abstentions     | Abstentions    | 208          | 21,22        | 220         | 22,45       |        |        |
| Votants        | Votants         | Votants        | 772          | 78,78        | 760         | 77,55       |        |        |
| Blancs et nuls | Blancs et nuls  | Blancs et nuls | 25           | 2,55         | 32          | 3,27        |        |        |
| Exprimés       | Exprimés        | Exprimés       | 747          | 76,22        | 728         | 74,29       |        |        |

### Administration municipale
Le nombre d'habitants lors des derniers recensements étant compris entre 500 et 1 499 habitants, le nombre de membres du conseil municipal est de 15.
Parmi ses 15 membres du conseil municipal on compte un conseiller communautaire.

### Liste des maires
| Période | Période                      | Identité                 | Étiquette | Qualité                                 |
| ------- | ---------------------------- | ------------------------ | --------- | --------------------------------------- |
| 1843    | 1854                         | Labitte Philippe         |           |                                         |
| 1854    | 1859                         | Lefebvre Omer François   |           |                                         |
| 1859    | 1870                         | Réant Dominique François |           |                                         |
| 1871    | 1877                         | Matton Hyacinthe         |           |                                         |
| 1878    | 1888                         | Lefebvre Omer            |           |                                         |
| 1888    | 1892                         | Baussart Charles         |           |                                         |
| 1892    | 1903                         | Lefebvre Eugène          |           |                                         |
| 1903    | 1908                         | Inglard Alfred           |           |                                         |
| 1908    | 1909                         | Lionne Léonce            |           |                                         |
| 1909    | 1912                         | Fernagut Augustin        |           |                                         |
| 1912    | 1913                         | Ledoux Augustin          |           |                                         |
| 1983    | 2014                         | Gérard Flament           | DVD       |                                         |
| 2014,   | 2020                         | Gilles Thorel            | DVD       | Contrôleur à Arc International retraité |
| 2020    | En cours (au 4 février 2022) | Benoît Ageorges          |           | Commerçant                              |

### Finances locales
Le tableau ci-dessous présente l'évolution de la capacité d'autofinancement, un des indicateurs des finances locales de Campagne-lès-Wardrecques, sur une période de quinze ans :
|                          | 2000 | 2001 | 2002 | 2003 | 2004 | 2005 | 2006 | 2007 | 2008 | 2009 | 2010 | 2011 | 2012 | 2013 | 2014 |
| ------------------------ | ---- | ---- | ---- | ---- | ---- | ---- | ---- | ---- | ---- | ---- | ---- | ---- | ---- | ---- | ---- |
| Campagne-lès-Wardrecques | 20   | 52   | 51   | 34   | 27   | 32   | 52   | 84   | 61   | 67   | 110  | 110  | 91   | 125  | 51   |
| Moyenne de la strate     | 153  | 132  | 120  | 129  | 137  | 142  | 151  | 152  | 151  | 147  | 150  | 150  | 168  | 156  | 149  |

| ■ CAF de Campagne-lès-Wardrecques ■ CAF moyenne de la strate |

La capacité d'autofinancement de la commune, comparée à la moyenne de la strate (ensemble des communes de 500 à 2 000 habitants appartenant à un groupement fiscalisé), est toujours inférieure même si une tendance à la hausse est à noter.

## Équipements et services publics

### Eau et déchets
La collecte des déchets est assurée par la communauté d'agglomération de Saint-Omer (СASO) ; quant au traitement des déchets, c’est le syndicat mixte Lys Audomarois qui en la responsabilité.
Campagne-lès-Wardrecques, grâce à la CASO, a intégré les préoccupations environnementales dans ses réflexions, et plusieurs axes sont développés :
- la collecte sélective
Chaque habitant de la CASO est équipé d'un bac à couvercle jaune afin d'y déposer les emballages dit recyclables. La poubelle au couvercle jaune peut recevoir plastique, métal, brique alimentaire et papier, carton[80].
- le compostage à domicile pour les particuliers
Récemment le compostage à domicile a été développé par la CASO, les habitants de la commune ont la possibilité de s’équiper de composteur pour valoriser une partie de leurs déchets organiques (déchets de cuisine et de jardin) en compost. Avec cette politique, qui s’inscrit dans un plan de prévention des déchets, la CASO souhaite réduire la production des déchets de 7 % d'ici 2014[81].

### Enseignement
Campagne-lès-Wardrecques est située dans l'académie de Lille. Elle administre une école maternelle et une école élémentaire « Marcel-Pagnol ».

### Postes et télécommunications
L’accès à internet à haut débit via la technique Fibre optique est possible pour tous les habitants de Campagne-lès-Wardrecques abonnés à un réseau de téléphonie fixe.

### Santé
Campagne-lès-Wardrecques possède un cabinet médical. On compte dans le village la présence d'un médecin généraliste, d'un chirurgien-dentiste et de deux infirmières libérales.
Le centre hospitalier le plus proche, se situe à 7 km à Helfaut.

### Justice, sécurité, secours et défense
La commune  relève du conseil de prud'hommes de Saint-Omer, de la cour d'appel et de la cour administrative d'appel de Douai, de la cour d'assises de Saint-Omer, du tribunal administratif de Lille, du tribunal de commerce de Boulogne-sur-Mer, du tribunal d'instance et du tribunal de grande instance de Saint-Omer. Du tribunal pour enfants également de Saint-Omer et du tribunal paritaire des baux ruraux de Saint-Omer et d'Hazebrouck.

## Population et société

### Démographie
Les habitants de la commune sont appelés les Campagnards.

#### Évolution démographique
L'évolution du nombre d'habitants est connue à travers les recensements de la population effectués dans la commune depuis 1793. Pour les communes de moins de 10 000 habitants, une enquête de recensement portant sur toute la population est réalisée tous les cinq ans, les populations de référence des années intermédiaires étant quant à elles estimées par interpolation ou extrapolation. Pour la commune, le premier recensement exhaustif entrant dans le cadre du nouveau dispositif a été réalisé en 2005.

En 2022, la commune comptait 1 300 habitants, en évolution de +6,3 % par rapport à 2016 (Pas-de-Calais : −0,72 %, France hors Mayotte : +2,11 %).
| 1793 | 1800 | 1806 | 1821 | 1831 | 1836 | 1841 | 1846 | 1851 |
| ---- | ---- | ---- | ---- | ---- | ---- | ---- | ---- | ---- |
| 380  | 338  | 376  | 430  | 460  | 426  | 451  | 460  | 446  |

| 1856 | 1861 | 1866 | 1872 | 1876 | 1881 | 1886 | 1891 | 1896 |
| ---- | ---- | ---- | ---- | ---- | ---- | ---- | ---- | ---- |
| 465  | 443  | 451  | 453  | 472  | 501  | 499  | 519  | 490  |

| 1901 | 1906 | 1911 | 1921 | 1926 | 1931 | 1936 | 1946 | 1954 |
| ---- | ---- | ---- | ---- | ---- | ---- | ---- | ---- | ---- |
| 444  | 439  | 403  | 391  | 372  | 372  | 382  | 439  | 415  |

| 1962 | 1968 | 1975 | 1982 | 1990 | 1999 | 2005  | 2006  | 2010  |
| ---- | ---- | ---- | ---- | ---- | ---- | ----- | ----- | ----- |
| 418  | 409  | 492  | 724  | 862  | 947  | 1 015 | 1 021 | 1 139 |

| 2015  | 2020  | 2022  | - | - | - | - | - | - |
| ----- | ----- | ----- | - | - | - | - | - | - |
| 1 219 | 1 288 | 1 300 | - | - | - | - | - | - |

#### Pyramide des âges
En 2018, le taux de personnes d'un âge inférieur à 30 ans s'élève à 33,5 %, soit en dessous de la moyenne départementale (36,7 %). À l'inverse, le taux de personnes d'âge supérieur à 60 ans est de 24,5 % la même année, alors qu'il est de 24,9 % au niveau départemental.
En 2018, la commune comptait 631 hommes pour 627 femmes, soit un taux de 50,16 % d'hommes, légèrement supérieur au taux départemental (48,5 %).
Les pyramides des âges de la commune et du département s'établissent comme suit.
| Hommes | Classe d’âge | Femmes |
| ------ | ------------ | ------ |
| 0,3    | 90 ou +      | 0,5    |
| 4,6    | 75-89 ans    | 4,4    |
| 19,0   | 60-74 ans    | 20,1   |
| 23,5   | 45-59 ans    | 20,7   |
| 19,2   | 30-44 ans    | 20,6   |
| 14,6   | 15-29 ans    | 14,6   |
| 18,7   | 0-14 ans     | 19,2   |

| Hommes | Classe d’âge | Femmes |
| ------ | ------------ | ------ |
| 0,5    | 90 ou +      | 1,6    |
| 5,6    | 75-89 ans    | 8,9    |
| 16,7   | 60-74 ans    | 18,1   |
| 20,2   | 45-59 ans    | 19,2   |
| 18,9   | 30-44 ans    | 18,1   |
| 18,2   | 15-29 ans    | 16,2   |
| 19,9   | 0-14 ans     | 17,9   |

### Médias
Le quotidien régional La Voix du Nord possède une édition de Saint Omer, ou il est question de l’information dans l’agglomération. L'Indépendant du Pas-de-Calais est un hebdomadaire d’informations locales qui couvre toute l'actualité des environs de Saint-Omer, il est basé à Longuenesse.
Parmi les chaînes de télévision de télévision numérique terrestre (TNT) accessibles à tous les habitants de Campagne-lès-Wardrecques, France 3 Nord-Pas-de-Calais et Wéo (chaîne du Groupe La Voix) relaient, entre autres, les informations locales. Parmi les nombreuses stations de radio disponibles, on peut citer France Bleu Nord station du groupe France Bleu et Radio France.

### Cultes
Le territoire de la commune dépend de la paroisse Notre Dame de l'Annonciation, au sein du doyenné du pays de la Lys dans le diocèse d'Arras au même titre que neuf autres doyennés. Le culte catholique est célébré dans l'église paroissiale Saint-Martin.
En 2015, l'église Saint-Martin de Campagne est l'un des trois lieux de culte de cette paroisse (avec Racquinghem et Wardrecques); des offices y sont célébrés en alternance avec les autres églises paroissiales.

## Économie

### Revenus de la population et fiscalité
En 2011, le revenu fiscal médian par ménage était de 36 234 €, ce qui plaçait Campagne-lès-Wardrecques au 6 304e rang parmi les 31 557 communes de plus de 49 ménages en métropole.
En 2009, 36,2 % des foyers fiscaux n'étaient pas imposables.

### Emploi
En 2009, la population âgée de 15 à 64 ans s'élevait à 792 personnes, parmi lesquelles on comptait 67,6 % d'actifs dont 61,9 % ayant un emploi et 5,8 % de chômeurs.
On comptait 159 emplois dans la zone d'emploi, contre 78 en 1999. Le nombre d'actifs ayant un emploi résidant dans la zone d'emploi étant de 490, l'indicateur de concentration d'emploi est de 32,4 %, ce qui signifie que la zone d'emploi offre un peu moins d'un emploi pour trois habitants actifs.

### Entreprises et commerces
Au 31 décembre 2010, Campagne-lès-Wardrecques comptait 73 établissements : 11 dans l’agriculture-sylviculture-pêche, 4 dans l'industrie, 8 dans la construction, 41 dans le commerce-transports-services divers et 9 étaient relatifs au secteur administratif.
En 2011, 5 entreprises ont été créées à Campagne-lès-Wardrecques, dont 3 par des autoentrepreneurs.

## Culture locale et patrimoine

### Lieux et monuments

#### Église Saint-Martin

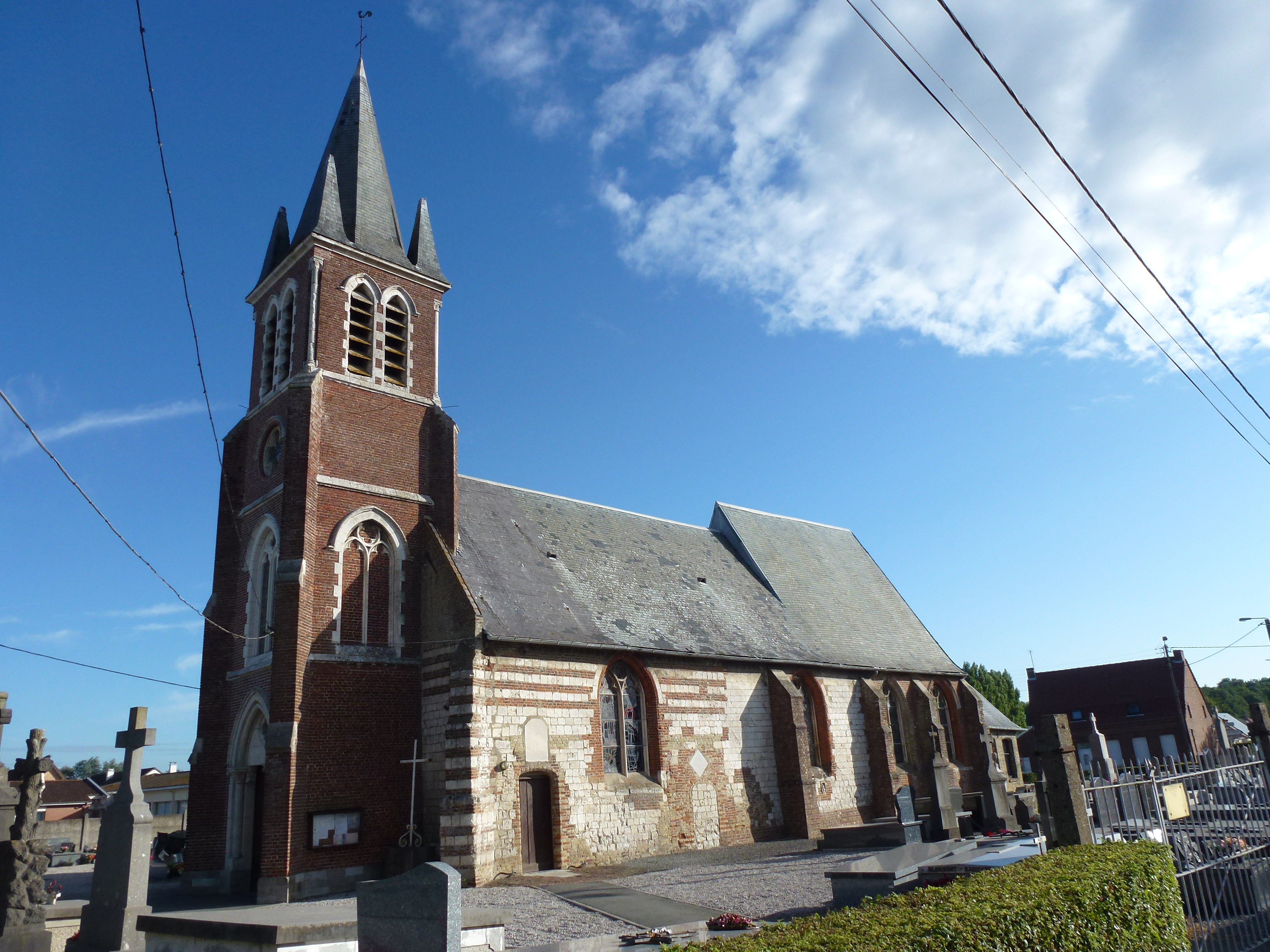
Église Saint-Martin de Campagne.

Les premières traces de l’église proviennent des esquisses de Charles de Croÿ dans ses albums couvrant le comté d'Artois réalisé en 1610.
Adrien de Montigny dépeint l'église couverte de tuile, elle est surmontée par un clocher avec flèche de charpente à deux étages d’abat-son et couverture d’ardoise. La nef comprend trois travées, la dernière prolongée vers le sud par une chapelle perpendiculaire à l’axe, chapelle qui n’existe plus aujourd’hui. Le chœur a deux travées plus élevées que la nef.
Le clocher en bois recouvert d’ardoise est reconstruit en 1735 avec des matériaux identiques, en 1877 un nouveau clocher-porche est cette fois-ci construit. C’est l’architecte audomarois Jules Colbrant qui le conçoit. Il est en briques avec chainages de pierres blanches, muni de baies gothiques et d’une tourelle d’accès coiffée d’une poivrière. Le chœur comme au XVIIe siècle est plus élevé que la nef.
La sacristie est en briques jaunes dites de Saint-Omer et date de 1757.
La cloche actuelle date de 1881 elle pèse 347 kg.

#### Monuments commémoratifs
Dans le cimetière, on trouve un monument aux morts datant de 1921. Il commémore principalement les victimes de la Première Guerre mondiale originaires du village. Des plaques ont été ajoutées pour commémorer les victimes de la Seconde Guerre mondiale et de la guerre d’Algérie.
Le cimetière compte également six tombes de la Commonwealth War Graves Commission. Ce sont les tombes de trois soldats britanniques de la Première Guerre mondiale et de trois soldats britanniques de la Seconde Guerre mondiale. À ces six tombes, il faut ajouter une septième tombe d'un soldat inconnu mort lors de la Seconde Guerre mondiale.

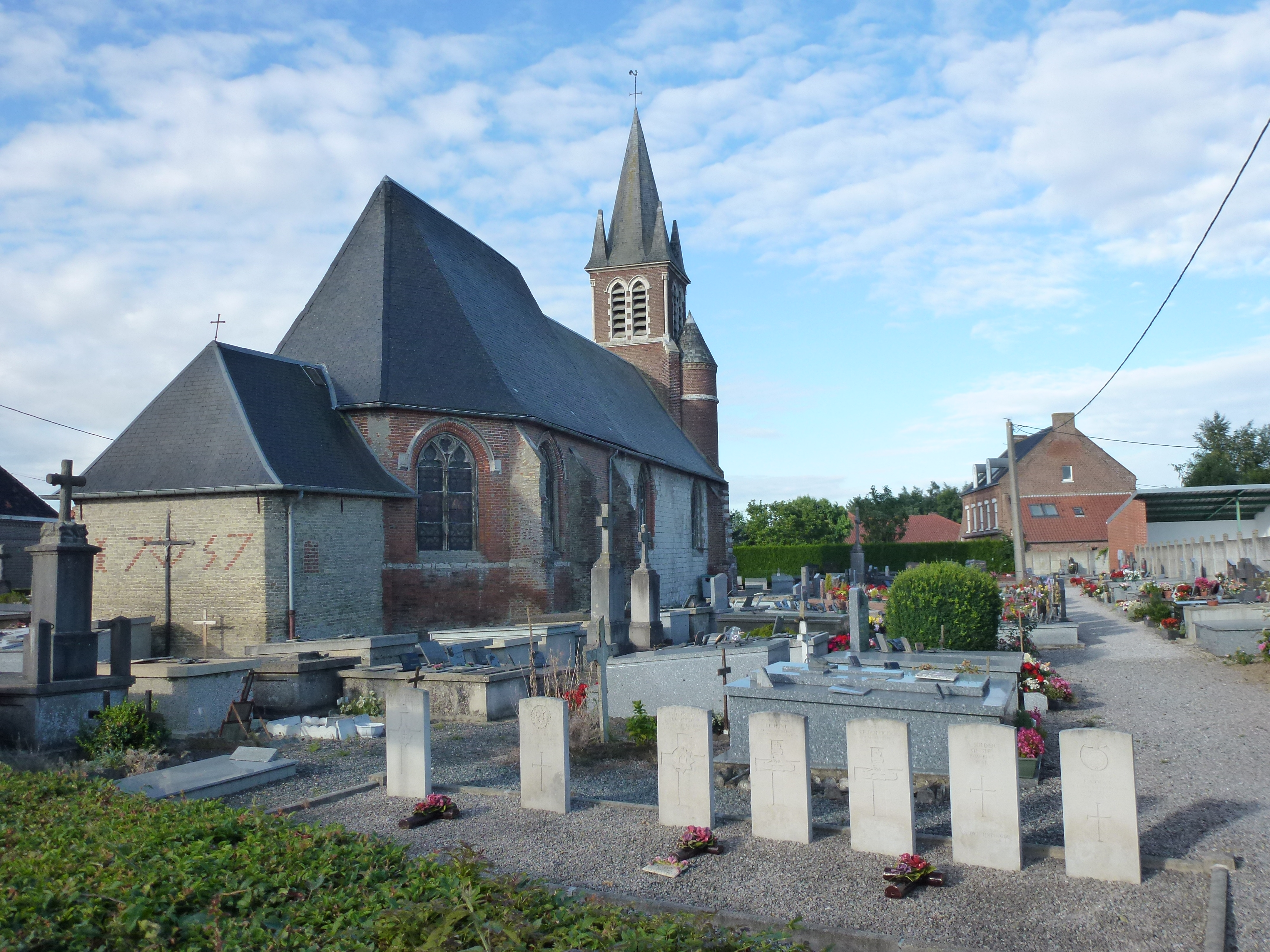
L'église Saint-Martin et les sept tombes de la CWCG.
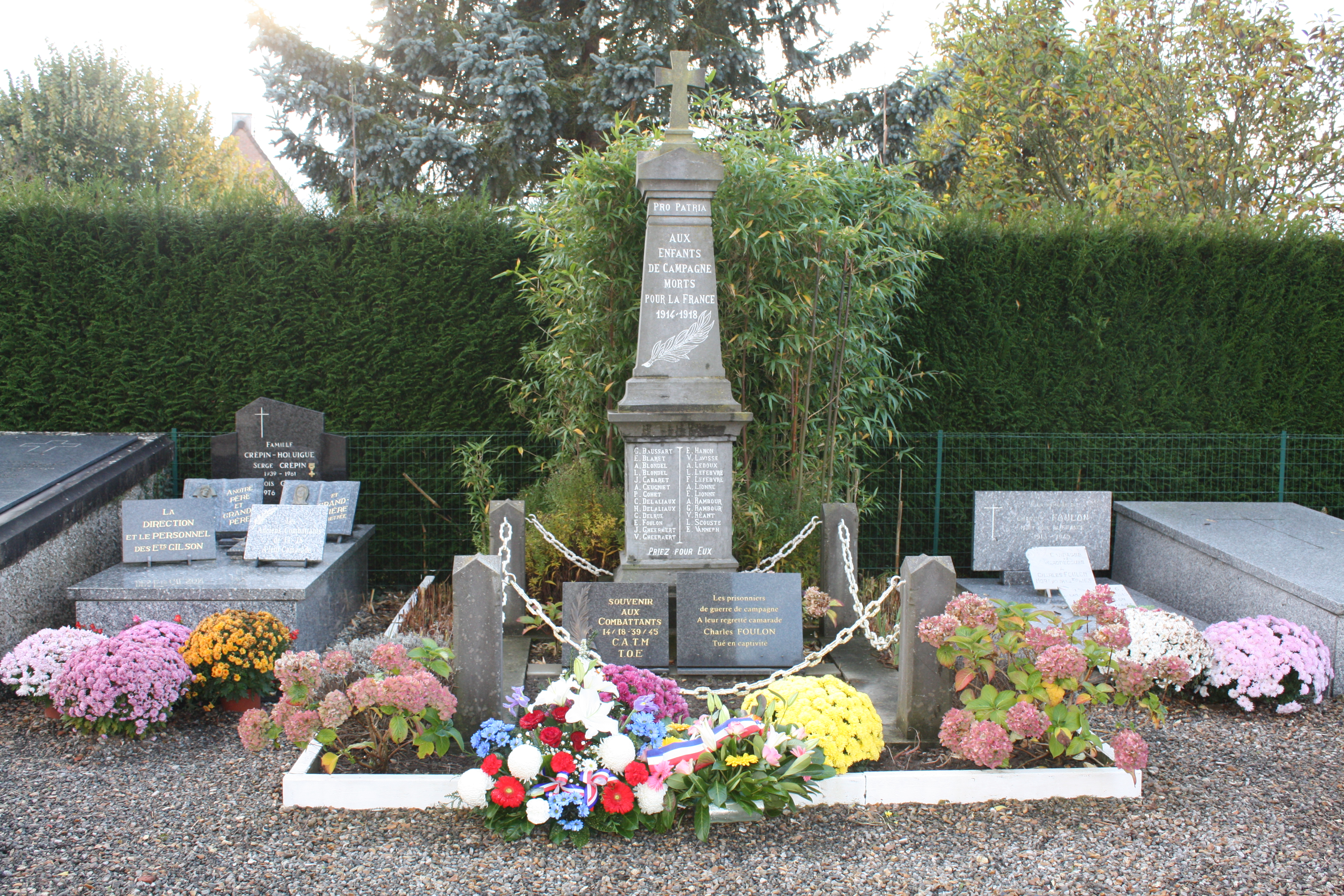
Monument aux morts de Campagne-lès-Wardrecques.

#### Usine de céramique dite Gilson
La commune a abrité, sur le bord du canal de Neufossé entre Wardrecques et Arques, une usine dite Gilson (du nom de son propriétaire) qui a produit des céramiques, mais aussi des émeraudes de synthèse, activité qui a finalement été délocalisée.
L’usine aurait été construite en 1903 par M. Gilson, son fils reprend l’usine peu avant la Seconde Guerre mondiale en 1938. D’abord spécialisée dans la fabrication de briques, l’usine se tourne vers les plaquettes, carreaux et parements décoratifs et en relief. Mais c’est à la suite d'un voyage en Amérique que Pierre Gilson découvre les travaux de Caroll C. Chatham sur les émeraudes synthétiques. Il va alors étudier le procédé, et faire ses premiers essais, aidé par son ingénieur André Dupuis. À la suite de la découverte d’une nouvelle technique de production qui permet d’obtenir une émeraude synthétique plus pure que l’émeraude naturelle, l’entreprise va se tourner vers la production d’émeraudes synthétiques.
Il semblerait cependant que Pierre Gilson, à cause de la pression des joailliers, qui ne supportent pas la concurrence d’une émeraude de synthèse plus pure et moins chère, soit obligé de vendre son savoir-faire et d’arrêter sa production en 1988.
L'usine après plusieurs années d'abandon est devenue une friche industrielle, finalement rasée et traitée en 2000 (avec désamiantage et dépollution ; à noter qu'on y a trouvé des déchets radioactifs).

### Patrimoine culturel
Le village possède une bibliothèque qui ouvre des permanences à la fois pour les habitants et pour les scolaires.

### Héraldique
| Blason de Campagne-lès-Wardrecques | Blason  | D'azur à deux fleurs de lys d'or soutenues d'un lion du même ; au chef d'or chargé de deux faisceaux de licteurs d'azur passés en sautoir.                                            |
| Blason de Campagne-lès-Wardrecques | Détails | Inspiré des armes de la famille de Hoston, derniers seigneurs de la commune au XVIIIe siècle, où les trois étoiles ont été remplacées par le lion et les lys. Adopté le 11 août 1995. |

## Pour approfondir